# Tour de Francia 1948
El 35.º Tour de Francia se disputó entre el 30 de junio y el 25 de julio de 1948 con un recorrido de 4922 km. dividido en 21 etapas.
Participaron 120 ciclistas repartidos en 12 equipos de 10 corredores de los que solo llegaron a París 44 ciclistas sin que ningún equipo lograra finalizar la prueba con todos sus integrantes.
El vencedor cubrió la prueba a una velocidad media de 32,442 km/h.

## Etapas
| Etapa | Fecha     | Recorrido                | Distancia (km) | Ganador           | Líder           |
| ----- | --------- | ------------------------ | -------------- | ----------------- | --------------- |
| 1.ª   | 30 de jun | París-Trouville-sur-Mer  | 237            | Gino Bartali      | Gino Bartali    |
| 2.ª   | 1 de jul  | Trouville-sur-Mer-Dinard | 259            | Vincenzo Rossello | Jan Engels      |
| 3.ª   | 2 de jul  | Dinard-Nantes            | 251            | Guy Lapébie       | Louison Bobet   |
| 4.ª   | 3 de jul  | Nantes-La Rochelle       | 166            | Jacques Pras      | Roger Lambrecht |
| 5.ª   | 4 de jul  | La Rochelle-Burdeos      | 262            | Raoul Rémy        | Roger Lambrecht |
| 6.ª   | 5 de jul  | Burdeos-Biarritz         | 244            | Louison Bobet     | Louison Bobet   |
| 7.ª   | 7 de jul  | Biarritz-Lourdes         | 219            | Gino Bartali      | Louison Bobet   |
| 8.ª   | 8 de jul  | Lourdes-Toulouse         | 261            | Gino Bartali      | Louison Bobet   |
| 9.ª   | 10 de jul | Toulouse-Montpellier     | 246            | Raymond Impanis   | Louison Bobet   |
| 10.ª  | 11 de jul | Montpellier-Marsella     | 248            | Raymond Impanis   | Louison Bobet   |
| 11.ª  | 12 de jul | Marsella- San Remo       | 245            | Gino Sciardis     | Louison Bobet   |
| 12.ª  | 13 de jul | San Remo-Cannes          | 170            | Louison Bobet     | Louison Bobet   |
| 13.ª  | 15 de jul | Cannes-Briançon          | 274            | Gino Bartali      | Louison Bobet   |
| 14.ª  | 16 de jul | Briançon-Aix-les-Bains   | 263            | Gino Bartali      | Gino Bartali    |
| 15.ª  | 18 de jul | Aix-les-Bains- Lausana   | 256            | Gino Bartali      | Gino Bartali    |
| 16.ª  | 19 de jul | Lausana-Mulhouse         | 243            | Edward Van Dyck   | Gino Bartali    |
| 17.ª  | 21 de jul | Mulhouse-Estrasburgo     | 120 (CR)       | Roger Lambrecht   | Gino Bartali    |
| 18.ª  | 22 de jul | Estrasburgo-Metz         | 195            | Giovanni Corrieri | Gino Bartali    |
| 19.ª  | 23 de jul | Metz- Lieja              | 249            | Gino Bartali      | Gino Bartali    |
| 20.ª  | 24 de jul | Lieja-Roubaix            | 228            | Bernard Gauthier  | Gino Bartali    |
| 21.ª  | 25 de jul | Roubaix-París            | 286            | Giovanni Corrieri | Gino Bartali    |

 CR = Contrarreloj individual

## Clasificación general
| Clasificación general |                  |                           |                   |
| Ciclista              | Ciclista         | Equipo                    | Tiempo            |
| --------------------- | ---------------- | ------------------------- | ----------------- |
| 1.º                   | Gino Bartali     | Italia                    | 147 h 10 min 36 s |
| 2.º                   | Briek Schotte    | Bélgica                   | + 26 min 16 s     |
| 3.º                   | Guy Lapébie      | Centre - Sud-ouest        | + 28 min 48 s     |
| 4.º                   | Louison Bobet    | Francia                   | + 32 min 59 s     |
| 5.º                   | Jean Kirchen     | Países Bajos - Luxemburgo | + 37 min 53 s     |
| 6.º                   | Lucien Teisseire | Francia                   | + 40 min 17 s     |
| 7.º                   | Roger Lambrecht  | Internacional             | + 49 min 56 s     |
| 8.º                   | Fermo Camellini  | Internacional             | + 51 min 36 s     |
| 9.º                   | Louis Thiétard   | París                     | + 55 min 23 s     |
| 10.º                  | Raymond Impanis  | Bélgica                   | + 1 h 00 min 03 s |